# Монетата (филм, 1982)
Вижте пояснителната страница за други значения на Монетата.
„Монетата“ е българска телевизионна новела (социално-битова драма) от 1982 година по сценарий на Светослав Мичев. Режисьор е Жарко Павлович, а оператор е Илия Узунов. Музикално оформление – Тамара Бузина. Художник е Иван Токаджиев.

## Актьорски състав
| Изпълнител       | В главните роли                                          |
| ---------------- | -------------------------------------------------------- |
| Косьо Станев     | Симеон, младият археолог                                 |
| Васил Попилиев   | бащата на Симеон                                         |
| Венцислав Петков | вуйчото на Симеон, уредник на градския исторически музей |
| Трайко Начев     |                                                          |
| Албена Казакова  |                                                          |
| Минко Минков     |                                                          |
| Стефка Стефанова |                                                          |